# Hans Larsen
Hans Larsen, chirurgien orthopédiste haïtien. Il a été président du Comité olympique haïtien (COH) jusqu'en 2028,.

## Biographie
Hans Larsen a été réélu président du nouveau Comité exécutif du Comité olympique haïtien (COH) le 7 décembre 2024. Sa mission; d’améliorer la gestion financière de l’institution, soutenir les fédérations sportives nationales et autres. Lors de son premier mandat, de concert avec le Ministère de la Jeunesse et Des Sports et de l'Action Civique (MJSAC).
En 2018, la délégation haïtienne avait gagné une médaille, avec l’athlète Vanessa Clerveaux. Elle a décroché la médaille d’argent au 100 mètres haies féminin. Lors de la dernière édition des Jeux centraméricains et caribéens à Barranquilla en Colombie en 2018 du 20 juillet au 5 août.
Le Président de COH recommande a l'Etat de s'investir dans le football, basketball 3x3, le taekwondo, la boxe et le judo. Il souhaite redorer l'image du COH

## References
1. ↑  « Pages PRO Haiti - LARSEN Hans (Dr) - Port-au-Prince », sur www.pagespro.ht (consulté le 16 mars 2025)
2. 1 2  Olivier Rony Louis, « Hans Larsen réélu à la tête du Comité olympique haïtien », sur Vant Bèf Info (VBI), 10 décembre 2024 (consulté le 16 mars 2025)
3. ↑  (en) « Élections : Dr Hans Larsen réélu président du Comité Olympique Haïtien », sur lenouvelliste.com (consulté le 16 mars 2025)
4. ↑  (en) « Dr Hans Larsen : « Il n'y a pas de cas de fraude au COH » », sur lenouvelliste.com (consulté le 16 mars 2025)
5. ↑  Totalmix, « LE DR HANS LARSEN SUR LA PARTICIPATION D’HAÏTI AUX JEUX CENTRAMÉRICAINS ET CARIBÉENS 2023 ! », sur Totalmix Radio, 7 mars 2023 (consulté le 16 mars 2025)
6. ↑  (en) « When Dr. Hans Larsen raises the issue of financing sports disciplines in Haiti », sur lenouvelliste.com (consulté le 16 mars 2025)
7. ↑  (en-US) Guerby Meyer, « COH- Élections–Hans Larsen : "Redorer le blason du COH, c'est mon objectif " », sur Haiti-Tempo, 29 octobre 2020 (consulté le 16 mars 2025)